# Los cazadores de Carinhall
Los cazadores de Carinhall (título original: Jägarna på Karinhall) es el debut literario del escritor sueco Carl Henning Wijkmark.
Se trata de una novela histórica que narra una fiesta celebrada en Carinhall, el vasto pabellón de caza en que Hermann Göring, mariscal del Tercer Reich y segunda mano de Adolf Hitler, transcurrió buena parte de sus últimos años de vida. La obra se puede considerar tanto una fábula de tono burlesco como un suspenso con elementos satíricos. 

## Argumento
En vísperas de las Olimpíadas de 1936 en Berlín, el MI6 recluta a un maratonista noruego de nombre Roar Trøgesen para infiltrarse en una partida de caza que tendrá lugar en Carinhall, el pabellón de campo de Hermann Göring, durante un período de tres días. 
Allí, Roar asistirá a los hedonismos más variados y exuberantes, practicados en su mayoría por los invitados (entre los cuales figuran varios políticos de alto nivel) y un elenco de prostitutas contratado para su entretenimiento. En este ambiente festivo, los hombres se abandonan con gusto a comportamientos misóginos, sádicos e incluso a la violación, mientras que las mujeres quedan reducidas a simples objetos sexuales. 